# Škoda Felicia
La Škoda Felicia è un'automobile prodotta dal casa automobilistica ceca Škoda tra il 1994 e il 2001. 
Riprende il nome di un modello già prodotto tra il 1959 e il 1964.

## Il contesto
Fu il primo modello della Škoda a trarre reali benefici dalla gestione del gruppo Volkswagen; si trattava di una riedizione della Favorit, ma con un aspetto più moderno, con un frontale ridisegnato, e una gamma più ampia di motori. La produzione in serie iniziò nell'autunno del 1994.

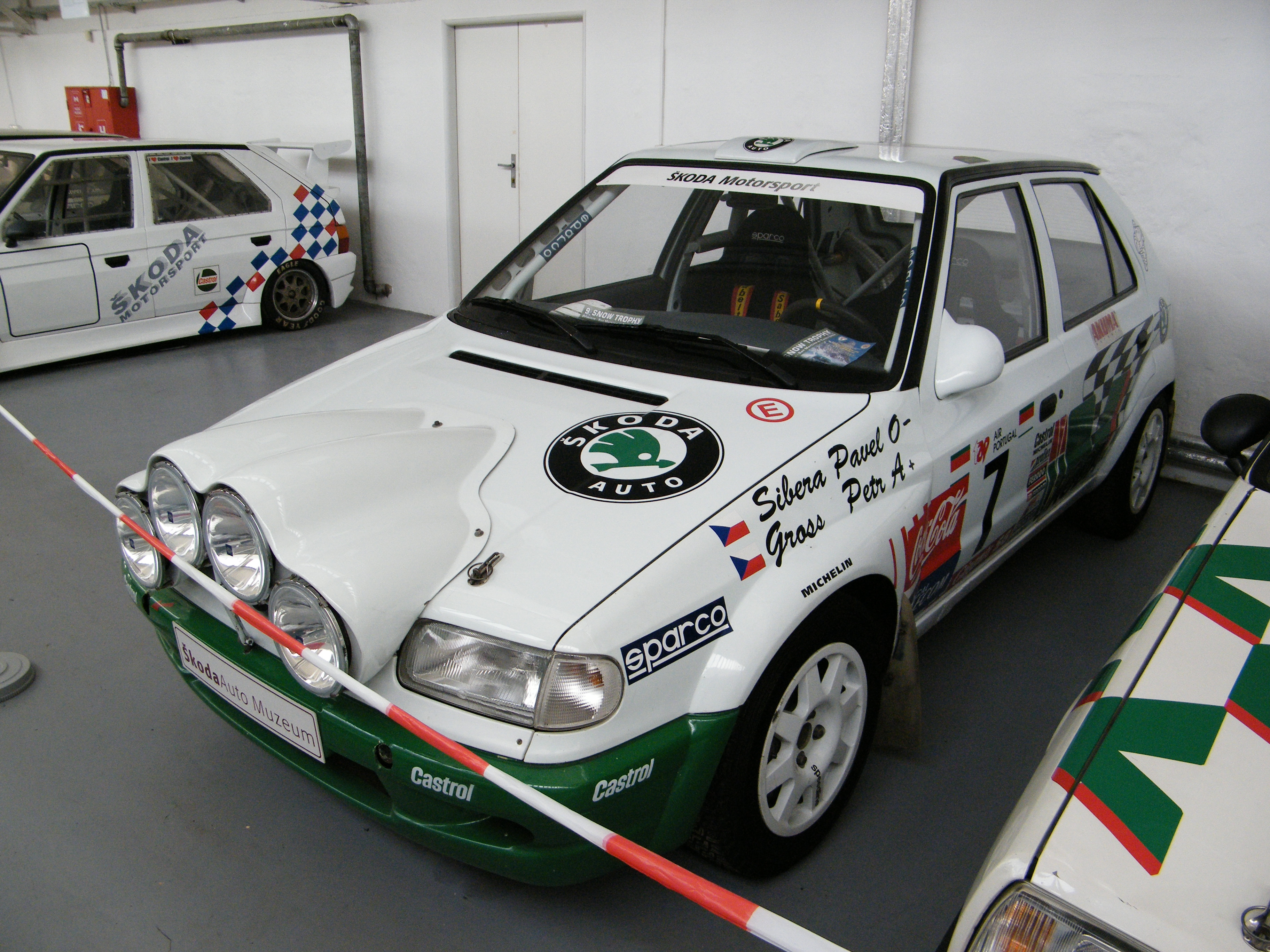
La Škoda Felicia Kit Car

Il nome Felicia non è stato usato per la prima volta, ma riprendendo una denominazione usata originariamente dalla Škoda negli anni sessanta per automobili sportive a due posti un tempo molto diffuse e di cui tutt'oggi sono ancora operativi alcuni esemplari.
La gamma della Felicia includeva il motore 1.3 L OHV Škoda, che equipaggiava la precedente Favorit, da 1.289 cm³, disponibile con iniezione single point Motronic della Bosch (fino a 1997) e successivamente con iniezione multipoint Bosch o Siemens e due livelli di potenza di 54 Cv (40 kW) e di 68 Cv (50 kW), e due motori di cilindrata maggiore di derivazione Volkswagen, il 1.6 L (1,598 l) a benzina da 75 Cv (55 kW) e il 1.9 SDI (1,896 l) diesel da 64 Cv (47 kW). Su tutti i modelli era montata una trasmissione a cinque marce. Il motore di 1.6 L servi' come base per omologare la Škoda Felicia Kit-Car usata nel Campionato Mondiale Rally nella classe F2.

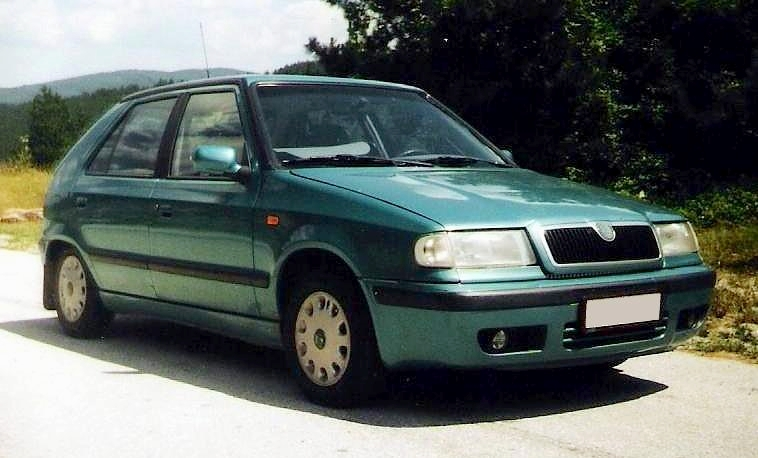
Skoda Felicia restyling

La Felicia venne costruita con vari tipi di carrozzerie: il modello di base era la berlina a 5 porte, successivamente affiancata dalla versione station wagon che prese il nome di Felicia Wagon; fecero seguito, per l'uso professionale la Felicia Vanplus (furgone) e la Felicia Pickup (pick-up).
Nel 1998 subì l'unico restyling della sua carriera, con modifiche soprattutto alla parte anteriore, completamente ridisegnata. Tra gli accessori a richiesta per le versioni base, di serie per le comfort, il climatizzatore e l'ABS, a richiesta il tetto apribile e l'EDS.
La produzione cessò alla fine del 2000, un anno dopo il lancio sul mercato della Fabia, anche se alcuni modelli furono disponibili per la vendita anche per parte del 2001.
In tutto ne sono stati prodotti 1.420.441 esemplari.

## Caratteristiche tecniche
| Motore    | Potenza (kW/g/min) | Coppia max. (Nm/g/min) | N° cilindri | Cilindrata cm³ | Rapporto compr. |
| 1.1 I     | 38/2100            | 80/2000                | 4           | 1143           | 5,4             |
| 1,3 l     | 43/5000            | 94/3000                | 4           | 1289           | 8,8             |
| 1,3 l MPI | 40/4500            | 99/2500                | 4           | 1289           | 9,5             |
| 1,3 l MPI | 50/5000            | 106/2600               | 4           | 1289           | 10              |
| 1,6 l MPI | 55/4500            | 135/3500               | 4           | 1598           | 9,8             |
| 1,9 l D   | 47/4300            | 124/2500-3200          | 4           | 1896           | 22,5            |